# Clubiona trivialis
Clubiona trivialis és una espècie de la família dels clubiònids (Clubionidae). És una petita aranya marró vermellosa amb una àmplia distribució holàrtica. És troba en llocs exposats de vegetació baixa. Els adults estan actius tot l'any.